# Болвинов, Василий Александрович
Василий Александрович Болвинов (10 апреля 1902, село Тихвинка Омской губернии — 2 ноября 1942, посёлок Спартаковка) — советский военачальник, полковник Рабоче-Крестьянской Красной Армии, участник Великой Отечественной войны. Командовал 149-й отдельной стрелковой бригадой (осбр), которая с 30 августа 1942 года участвовала в обороне Сталинграда. 149-я отдельная стрелковая бригада под командованием подполковника Болвинова прославилась в составе группы полковника Горохова: с 31 августа и до 24 ноября 1942 года 149-я осбр, несмотря на постоянное давление частей вермахта, не пропустила противника к Волге. Василий Александрович погиб от прямого попадания авиабомбы в землянку. Посмертно был представлен к званию Героя Советского Союза. Член ВКП(б).

## Биография
Василий Александрович Болвинов родился 10 апреля 1902 года в русской семье в селе Тихвинка Крутинского района Омской области (ныне в Абатском районе Тюменской области). Отец Василия Александровича был кузнецом. У Василия Александровича были братья Николай, Анисим и сестра Татьяна. В 1914 году умерла мать, Анастасия Ивановна, а в 1917 году умер отец, Александр Дмитриевич. После смерти отца Василий Александрович работал молотобойцем.

### Участие в Гражданской войне
Василий Александрович в мае 1920 года добровольцем записался в Красную армию. Красноармейцем служил в 1-м Сибирском отделе стрелковой дивизии. Воевал на Юго-Западном и Южном фронтах. Служа в 3-й стрелковой дивизии, участвовал в сражениях под Александровском и Перекопом. В 1921 году уволился из армии, в 1924 году окончил 4 класса начальной школы.

### Служба в межвоенный период
В мае 1924 года Василий Александрович был призван Крутинским РВК на военную службу. Сначала служил красноармейцем в караульном батальоне одной из частей Западно-Сибирского военного округа. Здесь же в 1925 году стал членом ВКП(б). В сентябре 1925 года был направлен на учёбу в Омскую пехотную школу имени М. В. Фрунзе. По окончании обучения в 1928 году был направлен в Особую Краснознаменную Дальневосточную армию. В 1929 году Василий Александрович участвовал в конфликте на Китайско-Восточной железной дороге (КВЖД). В 1931 году он получил назначение на должность политрука роты в 4-й Волочаевский ордена Красного Знамени стрелковый полк. В 1934 году — стал командиром пулемётной роты, а с декабря 1934 по октябрь 1936 года был начальником штаба батальона. В октябре 1936 года Василий Александрович был назначен начальником штаба 5-го авиадесантного полка, а в 1938 году — начальником штаба 39-й стрелковой дивизии. В 1938 году был награждён медалью «XX лет РККА».

### Во время Великой Отечественной войны
Когда началась Великая Отечественная война, Василий Александрович командовал курсантским батальоном в Новосибирском военно-пехотном училище. В декабре 1941 года подполковник В. А. Болвинов назначен командиром 149-й отдельной стрелковой бригады (149-я осбр), которая проходила формирование в Сибирском военном округе в селе Асино Новосибирской области. 1 мая 1942 года 149-я осбр прибыла в город Орехово-Зуево, где проходила дальнейшую подготовку. Перед отправкой на фронт на городском стадионе бригаде было вручено боевое знамя.
На подъезде к Сталинграду, примерно в девяноста километрах от города, составы бригады попали бод бомбёжку, и дальше бригада двигалась в Сталинград своим ходом. Передвижение велось в основном по ночам, и за трое суток бригада добралась до Волги в районе Сталинграда. 30 августа 1942 года 149-я осбр, переправившись через Волгу, прибыла на северную окраину Сталинграда, в район рабочих посёлков Сталинградского тракторного завода.

### Участие в обороне Сталинграда
31 августа подполковник А. А. Болвинов повёл свою 149-ю отдельную стрелковую бригаду в первый бой: бригада была включена в группу Горохова и вместе с 124-й осбр, 282-м стрелковым полком 10-й стрелковой дивизии НКВД, 32-м отдельным батальоном морской пехоты и отрядами народного ополчения перешла в наступление на части 16-й танковой дивизии вермахта. Главным успехом дня был захват батальонами 149-й осбр северных склонов высоты 135,4, которые удерживались до 18 сентября 1942 года. С этого дня 149-я и 124-я отдельные стрелковые бригады составляли боевое ядро группы полковника Горохова и совместно обороняли северную часть Сталинграда до января 1943 года.
Бригада Болвинова вела боевые действия в сложных условиях. Часть бригады вела оборонительные бои на Орловском выступе в районе села Орловка, другая часть обороняла рабочие посёлки на подступах к Сталинградскому тракторному заводу, а, например, одна стрелковая рота с взводом ПТР и пулемётным взводом в составе сводного батальона группы Горохова вела бои в районе Мамаева кургана. Начальник штаба 62-й армии Н. И. Крылов отмечал, что «бригадой командует человек незаурядный, инициативный и бесстрашный, отличный тактик».
18—19 сентября 2-й стрелковый батальон 149-й осбр участвовали в наступлении на север, навстречу частям 66-й армии, которая, наступая на юг, пыталась прорваться к изолированной 62-й армии. Наступление было малоуспешным: удалось продвинуться на несколько сотен метров и закрепиться на достигнутых рубежах.
Во время сентябрьских боёв на Орловском выступе подполковнику В. А. Болвинову были подчинены, кроме 149-й осбр, остатки 282-го стрелкового полка 10-й дивизии НКВД и 32-го отдельного батальона морской пехоты. Бои за Орловку отличались большим напряжением при значительном превосходстве противника в танках и авиации. В результате подразделения соседней 115-й стрелковой бригады стали в беспорядке отступать, оголив фланг частей, подчинённых подполковнику В. А. Болвинову. В результате этого чекисты и моряки оказались в окружении, а 149-я осбр была вынуждена отступить от Орловки на северо-западную окраину посёлка Спартаковка.
В октябре противник смог прорваться на территорию Сталинградского тракторного завода и советские части оказались в крайне тяжёлом положении. 15 октября части 14-й танковой дивизии вермахта начали наступление на позиции группы Горохова, и основной удар пришёлся на подразделения подполковника В. А. Болвинова. По докладу полковника С. Ф. Горохова, к исходу 16 октября в 149-й осбр осталось лишь 100 человек.
Генерал-майор С. Ф. Горохов после войны вспоминал: «Позже всех покинул завод Болвинов. Болвинов со штабом пришел к нам с Тракторного завода... растерзанный. Он позже всех явился ко мне в землянку... Я приводил его в нормальный вид... После этого поручили ему привести в порядок бригаду, отдав ему большую часть отходящих к нам подразделений и одиночных солдат.» В результате пережитого у Василия Александровича Болвинова произошёл психологический срыв. Генерал-майор С. Ф. Горохов писал об этом: «Он снова стал пить и драться. Не только с немцами. Но и застрелил нашего контуженого товарища. ...Я бы его отдал под суд за это дело, если бы смерть не избавила его от этого».
Для поддержания боеспособности 149-й осбр в её состав были влиты остатки 112-й стрелковой дивизии. В ночь с 17 на 18 октября вокруг остатков 149-й осбр была создана линия обороны по реке Мокрая Мечётка фронтом на юг, на Тракторный завод. К утру подполковником А. А. Болвиновым была создана устойчивая оборона.
22—24 октября бои в районе посёлка Спартаковка развернулись с новой силой. Для лучшего управления на эти дни была сформирована «группа Болвинова», в которую вошли 149-я осбр и 1-й отдельный стрелковый батальон 124-й осбр. Задача группы была сформулирована так: «захватить потерянную юго-западную окраину Спартаковки до огородов». К 8 утра 23 октября группа Болвинова очистила три квартала и вышла к огородам, выполнив поставленную задачу. Однако 24 октября противник при поддержке танков перешёл в наступление и выбил советские подразделения с занятых позиций и значительно продвинулся вперёд. К 20:00 советские части «были потеснены на новые позиции, оставив и то, что занимали раньше». Именно в этот день полковник С. Ф. Горохов послал радиограмму: «Потери большие. Сил нет. Положение безвыходное». 27 октября с левой стороны Волги смогло переправиться пополнение в количестве 89 человек, которое было направлено подполковнику В. А. Болвинову.
После войны командующий 62-й армией В. И. Чуйков писал в своих воспоминаниях о В. А. Болвинове: «...командир 149-й стрелковой бригады полковник Болвинов, человек железной воли и инициативы, настоящий герой... Душой солдат, он жил в окопе, как солдат, и погиб как герой». Это произошло 1 ноября во время бомбардировки, которая длилась 10 часов. Бомба попала в землянку, где находился штаб бригады, и подполковник В. А. Болвинов был смертельно ранен. Кроме Василия Александровича, в землянке находились офицеры штаба 124-й осбр. Тяжёлые ранения получили начальник штаба и начальник артиллерии, а самого подполковника В. А. Болвинова ещё живого выкопали из-под обломков.
Василий Александрович Болвинов был похоронен в районе посёлка Красная Слобода.
27 ноября 1942 года Василию Александровичу Болвинову было присвоено воинское звание полковник. Предыдущее звание подполковник было присвоено всего за три месяца до этого.
За мужество и героизм, проявленные в боях с немецкими войсками, полковник В. А. Болвинов представлен к званию Героя Советского Союза. Наградной лист подписали командующий 62-й армией генерал-лейтенант В. И. Чуйков и член военного совета дивизионный комиссар К. А. Гуров. Однако 8 февраля 1943 года полковник Василий Александрович Болвинов был награждён орденом Ленина.

## Награды
- орден Ленина (8 февраля 1943 года)[1];
- медаль «XX лет Рабоче-Крестьянской Красной Армии» (22 февраля 1938 года)[1].

## Семья
У Василия Александровича были жена Маргуненко Татьяна Денисовна и сын Александр, которые в 1944 году проживали в городе Гороховце Ивановской области. По другим данным, жену звали Болвинова Августа Сергеевна. Во время войны она проживала в городе Новосибирске по адресу: Красный проспект, д. 8, кв. 3.

## Память

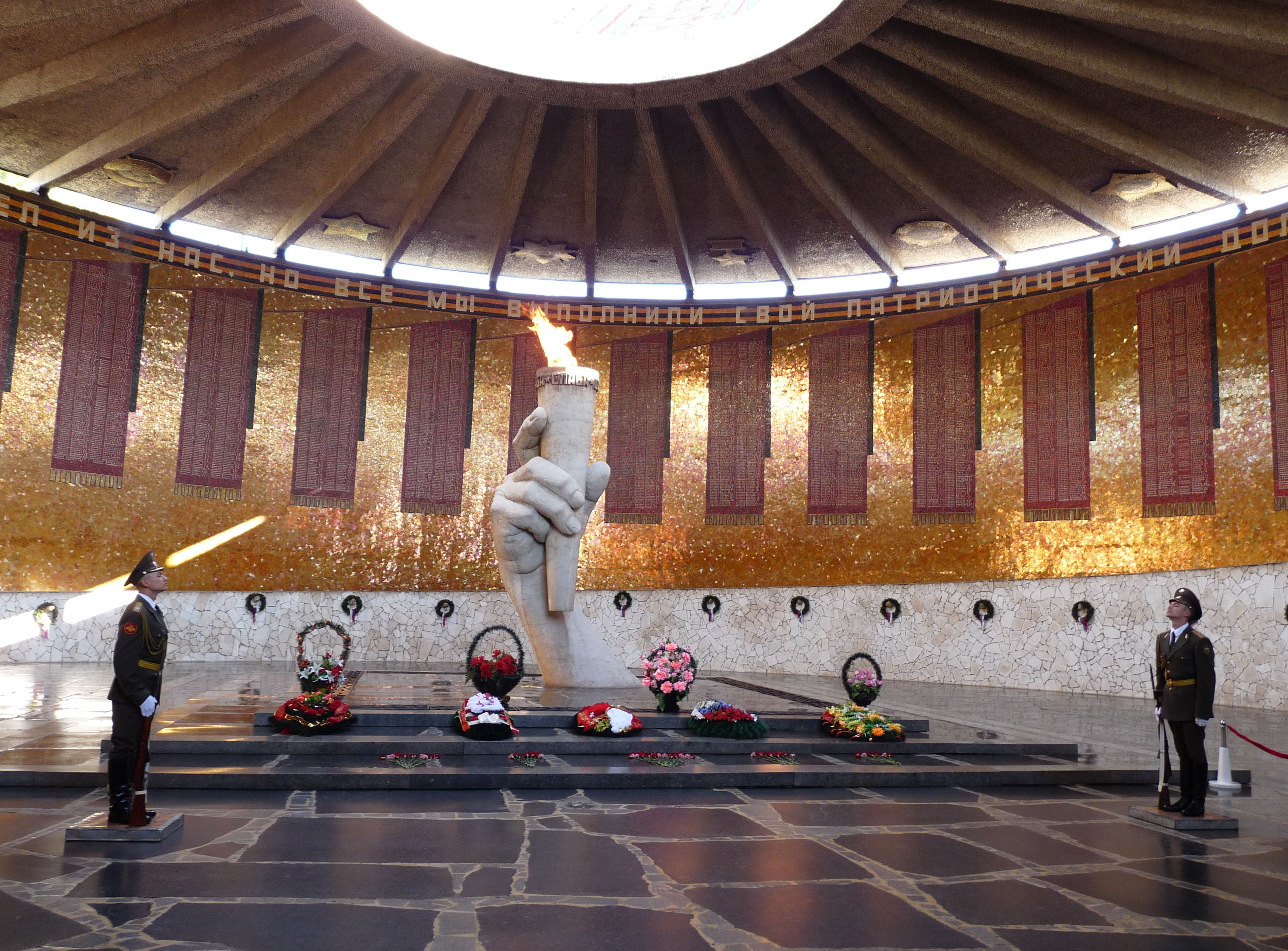
На одном из знамён в зале Воинской славы присутствует имя полковника В. А. Болвинова

В 1954 году в Тракторозаводском районе города Волгограда, в посёлке городского типа Забазный одна из улиц получила название улица Подполковника Болвинова.
На доме № 46 по улице Болвинова 2 февраля 1970 года была установлена мраморная доска с текстом: «Эта улица названа в память командира 149-й отдельной стрелковой бригады полковника Болвинова Василия Александровича, геройски сражавшегося в Сталинградской битве. Пал смертью храбрых 2 ноября 1942 года».
Имя полковника Василия Александровича Болвинова внесено на Знамени № 2, строка № 106, столбец № 2, в Зале Воинской славы памятника-ансамбля «Героям Сталинградской битвы» на Мамаевом кургане в Волгограде.